# Calcio Padova 2004-2005
Questa pagina raccoglie i dati riguardanti il Calcio Padova nelle competizioni ufficiali della stagione 2004-05.

## Stagione
Nella stagione 2004-2005 il Padova giunse sesto nel girone B della Serie C1.
Miglior marcatori in campionato furono Matteini e Maniero con 8 centri. A seguire Ginestra con 6, De Franceschi con 4, Zecchin, Cecchini e Greco con 3, Bedin con 2 e Antonioli, Mariniello, Antonaccio, Romondini
Rossi e Statuto con 1 rete.
In Coppa Italia Serie C la squadra patavina, dopo aver superato la fase eliminatoria a gironi, viene estromessa da Como (pareggio 1-1 all'andata e sconfitta per 2 a 0 al ritorno). 

## Rosa
| N. |                   | Ruolo | Calciatore          |
| -- | ----------------- | ----- | ------------------- |
|    | Italia (bandiera) | P     | Roberto Colombo     |
|    | Italia (bandiera) | P     | Enrico Rosellini    |
|    | Italia (bandiera) | P     | Enrico Rossi        |
|    | Italia (bandiera) | D     | Francesco Alban     |
|    | Italia (bandiera) | D     | Paolo Antonioli     |
|    | Italia (bandiera) | D     | Pietro Mariniello   |
|    | Italia (bandiera) | D     | Michele Florindo    |
|    | Italia (bandiera) | D     | Giuseppe Antonaccio |
|    | Italia (bandiera) | D     | Andrea Tarozzi      |
|    | Italia (bandiera) | D     | Luca Rossettini     |
|    | Italia (bandiera) | D     | Mauro Bianchi       |
|    | Italia (bandiera) | C     | Maurizio Bedin      |
|    | Italia (bandiera) | C     | Gianluca Porro      |
|    | Italia (bandiera) | C     | Ivone De Franceschi |

| N. |                      | Ruolo | Calciatore            |
| -- | -------------------- | ----- | --------------------- |
|    | Italia (bandiera)    | C     | Alberto Carraro       |
|    | Italia (bandiera)    | C     | Dario Arcuri          |
|    | Italia (bandiera)    | C     | Fabrizio Romondini    |
|    | Italia (bandiera)    | C     | Maurizio Rossi        |
|    | Italia (bandiera)    | C     | Francesco Statuto     |
|    | Italia (bandiera)    | C     | Giampietro Zecchin    |
|    | Italia (bandiera)    | A     | Andrea Cecchini       |
|    | Italia (bandiera)    | A     | Davide Matteini       |
|    | Argentina (bandiera) | A     | Cristian La Grottería |
|    | Italia (bandiera)    | A     | Andrea Maniero        |
|    | Italia (bandiera)    | A     | Alessandro Manetti    |
|    | Italia (bandiera)    | A     | Giuseppe Greco        |
|    | Italia (bandiera)    | A     | Ciro Ginestra         |
|    | Italia (bandiera)    | A     | Francesco Zerbini     |

## Risultati

### Serie C1

#### Girone di andata
| 12 settembre 2004 1ª giornata | Padova | 0 – 0 | Rimini |  |

| 19 settembre 2004 2ª giornata | Martina | 1 – 0 | Padova |  |

| 26 settembre 2004 3ª giornata | Padova | 2 – 3 | Lanciano |  |

| 3 ottobre 2004 4ª giornata | Giulianova | 1 – 3 | Padova |  |

| 10 ottobre 2004 5ª giornata | Padova | 1 – 0 | Foggia |  |

| 17 ottobre 2004 6ª giornata | Vis Pesaro | 1 – 1 | Padova |  |

| 24 ottobre 2004 7ª giornata | Padova | 4 – 2 | Sora |  |

| 31 ottobre 2004 8ª giornata | SPAL | 1 – 3 | Padova |  |

| 7 novembre 2004 9ª giornata | Avellino | 3 – 1 | Padova |  |

| 14 novembre 2004 10ª giornata | Padova | 2 – 0 | Cittadella |  |

| 21 novembre 2004 11ª giornata | Fermana | 1 – 1 | Padova |  |

| 28 novembre 2004 12ª giornata | Padova | 1 – 0 | Napoli |  |

| 5 dicembre 2004 13ª giornata | Sporting Benevento | 1 – 0 | Padova |  |

| 8 dicembre 2004 14ª giornata | Padova | 2 – 1 | Chieti |  |

| 12 dicembre 2004 15ª giornata | Reggiana | 1 – 0 | Padova |  |

| 19 dicembre 2004 16ª giornata | Padova | 0 – 1 | Teramo |  |

| 6 gennaio 2005 17ª giornata | Sambenedettese | 3 – 1 | Padova |  |

#### Girone di ritorno
| 9 gennaio 2005 18ª giornata | Rimini | 2 – 0 | Padova |  |

| 16 gennaio 2005 19ª giornata | Padova | 1 – 1 | Martina |  |

| 23 gennaio 2005 20ª giornata | Lanciano | 2 – 1 | Padova |  |

| 30 gennaio 2005 21ª giornata | Padova | 4 – 1 | Giulianova |  |

| 6 febbraio 2005 22ª giornata | Foggia | 0 – 0 | Padova |  |

| 13 febbraio 2005 23ª giornata | Padova | 3 – 0 | Vis Pesaro |  |

| 27 febbraio 2005 24ª giornata | Sora | 1 – 2 | Padova |  |

| 6 marzo 2005 25ª giornata | Padova | 2 – 2 | SPAL |  |

| 13 marzo 2005 26ª giornata | Padova | 3 – 2 | Avellino |  |

| 20 marzo 2005 27ª giornata | Cittadella | 1 – 1 | Padova |  |

| 26 marzo 2005 28ª giornata | Padova | 3 – 1 | Fermana |  |

| 10 aprile 2005 29ª giornata | Napoli | 2 – 1 | Padova |  |

| 17 aprile 2005 30ª giornata | Padova | 1 – 2 | Benevento |  |

| 24 aprile 2005 31ª giornata | Chieti | 0 – 2 | Padova |  |

| 1º maggio 2005 32ª giornata | Padova | 0 – 0 | Reggiana |  |

| 8 maggio 2005 33ª giornata | Teramo | 0 – 0 | Padova |  |

| 15 maggio 2005 34ª giornata | Padova | 0 – 2 | Sambenedettese |  |

### Coppa Italia Serie C

#### Fase eliminatoria a gironi
| 14 agosto 2004 1ª giornata | Padova | 1 – 1 | Cittadella |  |

| 18 agosto 2004 2ª giornata | Südtirol | 1 – 1 | Padova |  |

| 29 agosto 2004 3ª giornata | Padova | 2 – 1 | Belluno |  |

| 5 settembre 2004 4ª giornata | Portogruaro-Summaga | 0 – 1 | Padova |  |

#### Fase ad eliminazione diretta
| 4 novembre 2004 Sedicesimi di finale - andata | Padova | 1 – 1 | Como |  |

| 24 novembre 2004 Sedicesimi di finale - ritorno | Como | 2 – 0 | Padova |  |